# Henrik Møllgaard
Henrik Møllgaard Jensen, né le 2 janvier 1985 à Bramming, est un joueur international puis entraîneur danois de handball.
Évoluant d'abord au poste d'arrière gauche, il se spécialise peu à peu sur les tâches défensives. Avec l'équipe nationale du Danemark, il est notamment double champion olympique (2016 et 2024) et quadruple champion du monde (2019, 2021, 2023 et 2025).
En novembre 2024, il entame, un peu malgré lui, la carrière d'entraîneur en devenant adjoint à l'Aalborg Håndbold où il évolue encore. Un mois plus tard, il est annoncé pour la saison suivante au Paris SG pour être l'adjoint de Stefan Madsen (en)

## Résultats

### En sélection
Jeux olympiques
- Médaille d'or aux Jeux olympiques de 2016 à Rio de Janeiro,  Brésil
- Médaille d'argent aux Jeux olympiques de 2020 à Tokyo,  Japon
- Médaille d'or aux Jeux olympiques de 2024

Championnat du monde 
- Médaillé d'argent au championnat du monde 2013,  Espagne
- 5e place au championnat du monde 2015,  Qatar
- 10e place au championnat du monde 2017,  France
- Médaille d'or au championnat du monde 2019,  Danemark et  Allemagne
- Médaille d'or au championnat du monde 2021,  Égypte
- Médaille d'or au championnat du monde 2023,  Suède et  Pologne
- Médaille d'or au championnat du monde 2025,  Norvège,  Croatie et  Danemark

Championnat d'Europe
- Médaillé d'argent au championnat d'Europe 2014,  Danemark
- 6e place au championnat d'Europe 2016,  Pologne
- 4e place au championnat d'Europe 2018,  Croatie
- 13e place au championnat d'Europe 2020,  Suède
- Médaille de bronze au championnat d'Europe 2022,  Hongrie et  Slovaquie
- Médaille d'argent au championnat d'Europe 2024,  Allemagne

### En club
Compétitions internationales
- Ligue des champions
  - Finaliste (3) : 2017, 2021, 2024
- Coupe du monde des clubs
  - Finaliste (1) : 2016

Compétitions nationales
- Championnat du Danemark
  - Vainqueur (8) : 2006, 2009, 2010, 2019, 2020, 2021, 2024, 2025
  - Finaliste (2) : 2022, 2023
- Coupe du Danemark
  - Vainqueur (4) : 2007, 2019, 2022, 2025
  - Finaliste (3) : 2012, 2021, 2024
- Supercoupe du Danemark
  - Vainqueur (6) : 2019, 2020, 2021, 2022, 2024
  - Finaliste (2) : 2017, 2023
- Championnat de France
  - Vainqueur (3) : 2016, 2017, 2018
- Coupe de la Ligue française
  - Vainqueur (2) : 2017, 2018
  - Finaliste (1) : 2016
- Coupe de France
  - Vainqueur (1) : 2018
  - Finaliste (1) : 2016
- Trophée des champions
  - Vainqueur (2) : 2015, 2016
  - Finaliste (1) : 2017

## Galerie

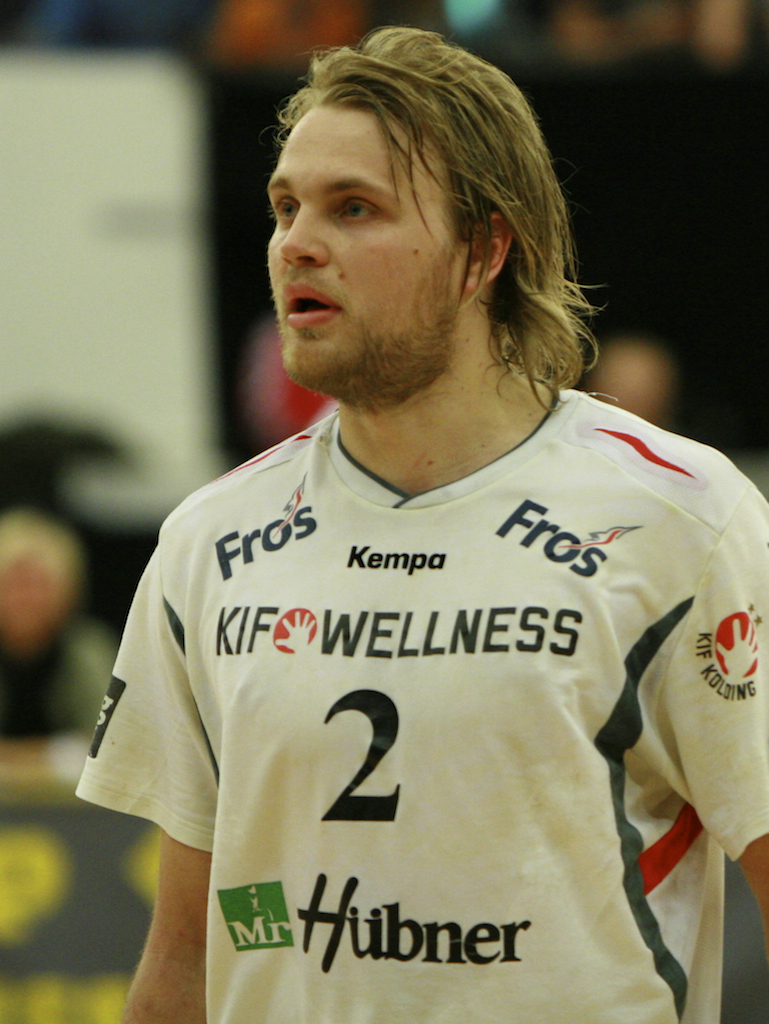
Avec Kolding IF
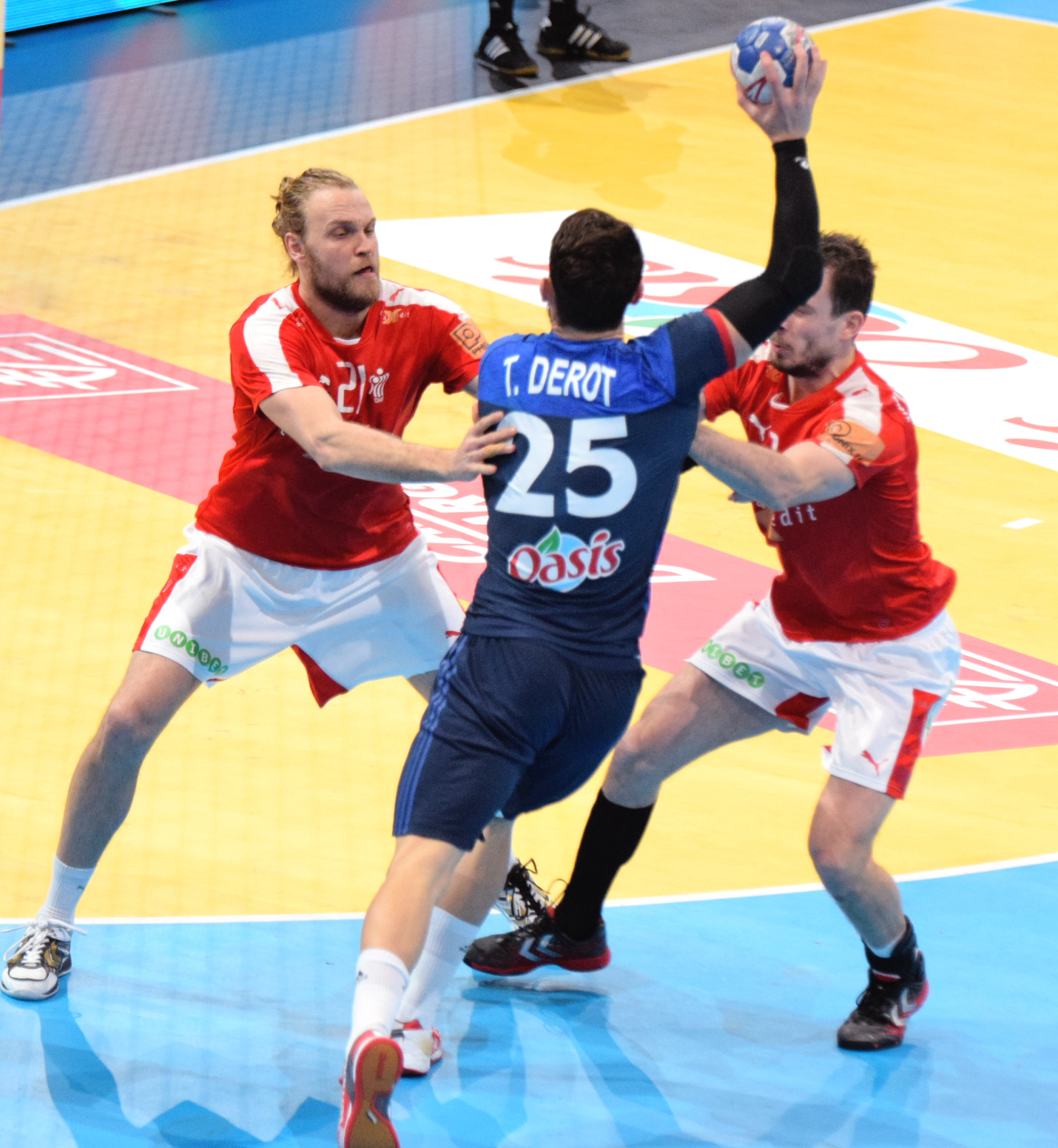
Avec l'équipe du Danemark
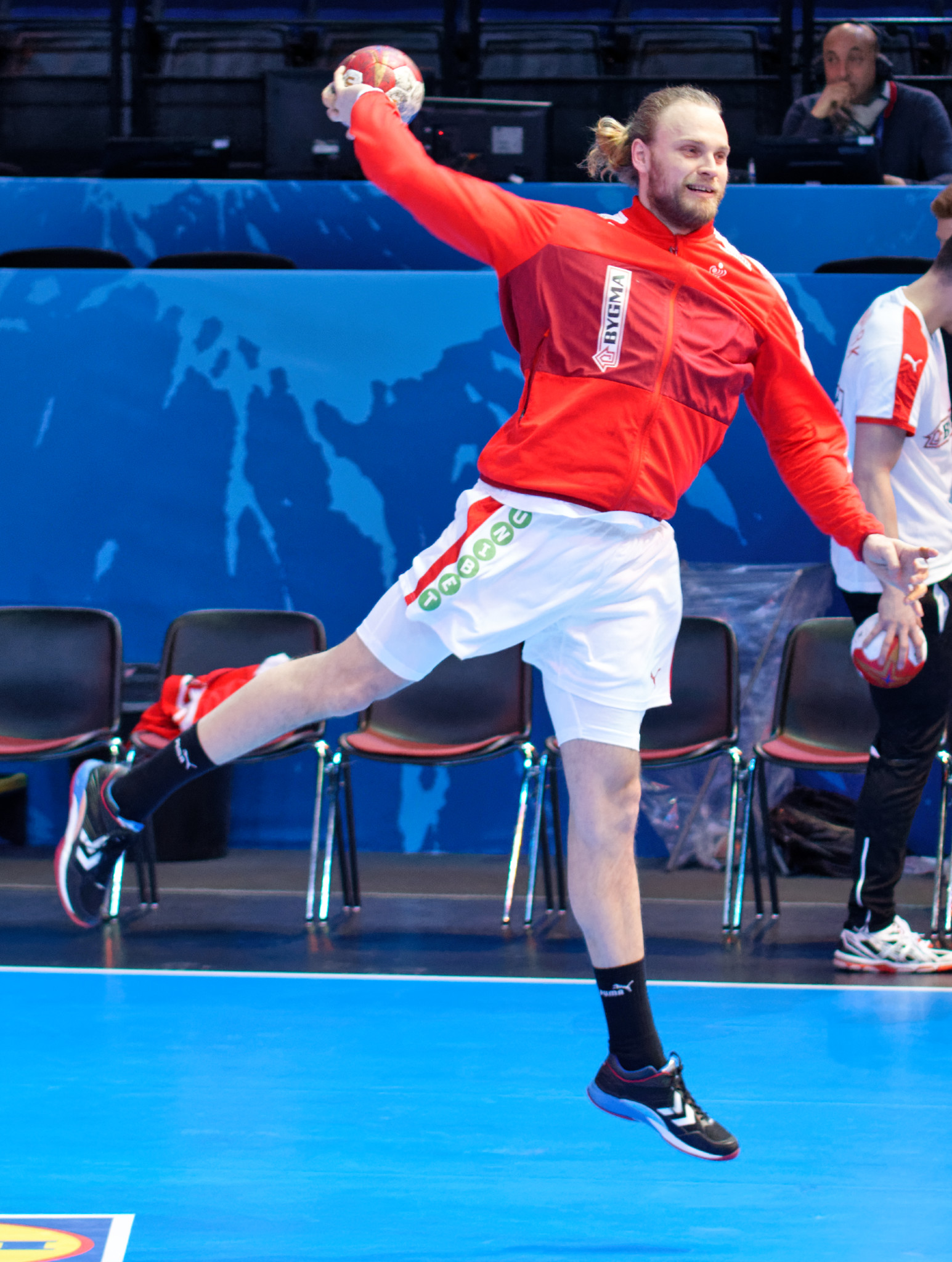
...
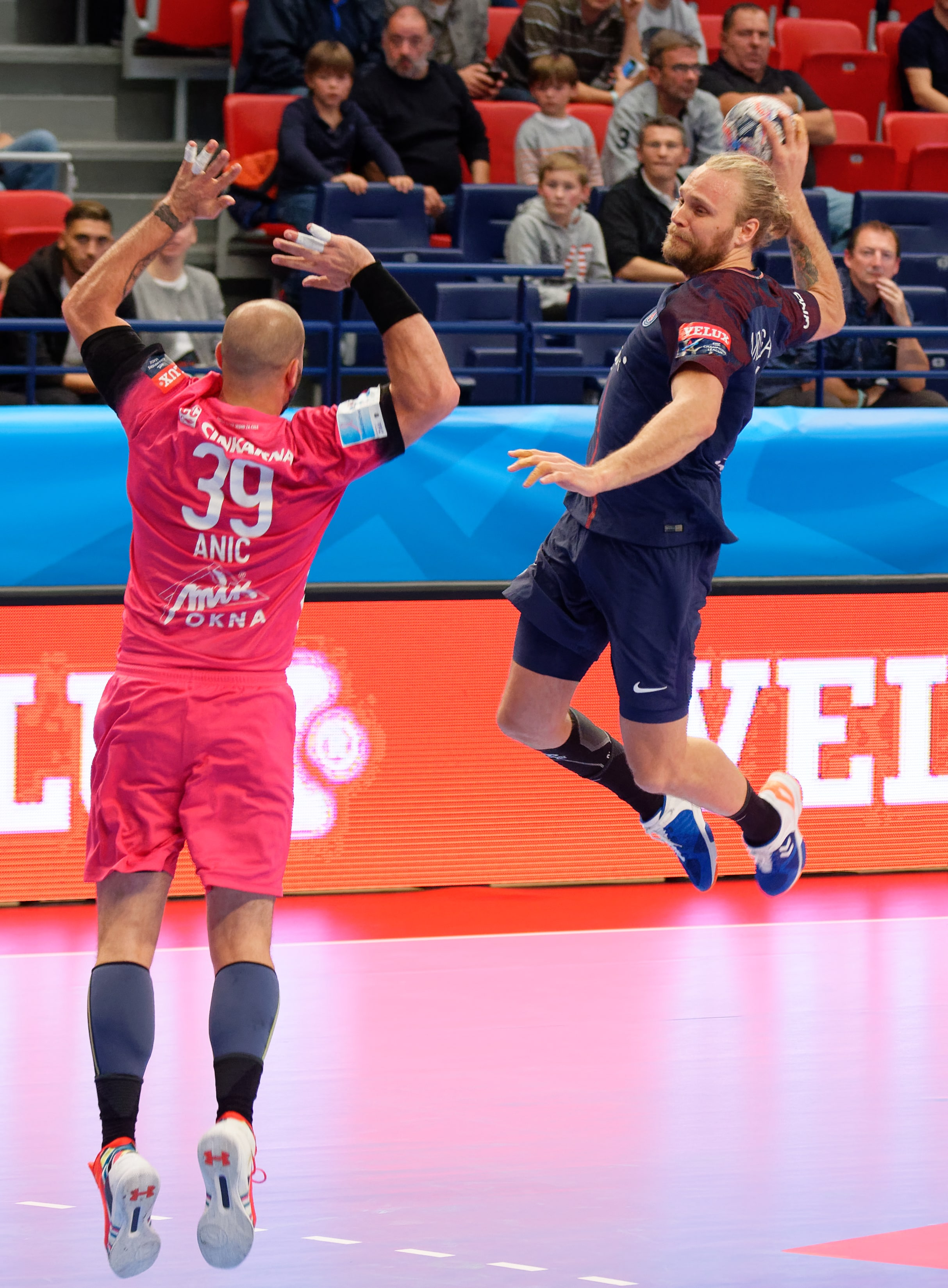
Avec le Paris Saint-Germain.